# 加藤美津子
加藤 美津子（かとう みつこ、1949年2月10日 - ）は、日本の女優。千葉県出身。日本大学芸術学部卒業。演劇集団 円所属。特技はモダンダンスとフルートの演奏。

## 経歴
- 1964年、千葉県立佐倉高等学校入学。演劇部に入部。
- 1967年、日本大学芸術学部入学。
- 1971年、日本大学芸術学部卒業。現代演劇協会附属劇団雲研究生。
- 1974年、劇団雲正劇団員に昇格。
- 1975年、現代演劇協会を脱退、演劇集団円の設立に参加。

## 出演

### テレビドラマ
- 雑居時代（1973年-1974年、NTV・ユニオン映画） - モデル
- 土曜日の女シリーズ「女子高校生殺人事件」（1974年、NTV / ユニオン映画）
- 愛のサスペンス劇場 / 歯止め（1976年、NTV・東京映画） - 加瀬清子
- いろはの"い" 第14話「旅立ち」（1976年、NTV・東宝）
- 妻たちの2.26事件
- 女の河　（花王　愛の劇場、TBS）

### 舞台
- 「壊れた風景」
- 「白い花と黄色い花を寄らせる愛をうたう」
- 「赤い鳥の居る風景」
- 「誰彼のリチャードIII世号」
- 「イェルマ」
- 「まちがいつづき」
- 「雰囲気のある死体」
- 「ロイオレナス」
- 「美女と野獣」
- 「森から来たカーニバル」
- 「恋するテロリスト」
- 「春うららの隅田川」
- 「湖上」
- 「スティールマグノリアス」
- 「シラノ・ド・ベルジュラック」
- 「ポンコツ車のレディー」（ル・テアトル銀座）